# Tlanipatla
Tlanipatla es una localidad del estado mexicano de Guerrero. Es parte del municipio de Eduardo Neri.

## Toponimia
El nombre «Tlanipatla» proviene de los términos en náhuatl: tlanecpatli, hoja santa; tlan, lugar de abundancia. Su significado es «lugar donde abunda la hoja santa».

## Demografía
| Gráfica de evolución demográfica |
|                                  |

| Censo | Población |
| ----- | --------- |
| 1921  | 168       |
| 1930  | 162       |
| 1940  | 224       |
| 1950  | 286       |
| 1960  | 375       |
| 1970  | 508       |
| 1980  | 758       |
| 1990  | 882       |
| 2000  | 1 206     |
| 2010  | 1 276     |
| 2020  | 1 507     |